# 利承武
利承武（1971年—），利希慎家族成員，被香港娛樂傳媒稱為鑽石王老五。利承武是新聞狗仔隊近期追蹤採訪的目標之一。 利承武在傳聞中的女姓朋友無數，例如有張玉珊及陳道然。
利承武是利孝和的侄孫，利銘澤及黃瑤璧慈善基金主席，香港科技大學顧問委員會成員。父母是利志剛及盧妙玲。利承武有兩位兄長，利敦仁和利敦禮，都是「王老五」。

## 相關
- 希慎興業